# 2008年夏季奥林匹克运动会缅甸代表团
2008年夏季奥林匹克运动会缅甸代表团会参加2008年8月8日－8月24日在中国北京主办的第29届夏季奥运。代表团包括6位运动员，将参加5个项目包括田径，游泳，射箭，皮划艇以及赛艇。

## 田径
1. （男）Soe Min Thu（男子5000米）
2. （女）Lae Lae Win（女子200米）

## 游泳
1. （男）Kyaw Zin（男子50米自由泳，100米自由泳，100米仰泳）

## 射箭
1. （男）Nay Myo Aung（男子70米反曲射）

## 皮划艇
1. （男）Phone Myint Tay Zar（男子500米單人皮艇，1000米單人皮艇）

## 赛艇
1. （女）Shwe Zin Latt（女子单人双桨）